# Pan American Energy
Pan American Energy (PAE) é uma empresa argentina integrada de energia, que desenvolve atividades nas cadeias produtivas inicial, intermediária e final, na geração de eletricidade e no setor renovável.
Foi fundada em 1997, com a fusão das empresas Bridas e Amoco (atual British Petroleum). Em 2017 a empresa anunciou a integração com a AXION Energy e em abril de 2018 passaram a operar seus ativos formando uma empresa integrada de energia. A empresa tem como acionistas a Bridas Corporation e a BP, cada uma com 50% de participação no capital.
Atualmente, a empresa é a segunda maior produtora de petróleo e gás natural da Argentina e atua nas quatro principais bacias do país: Golfo San Jorge, Noroeste, Neuquina e Marina Austral. A empresa contribui com 16% dos hidrocarbonetos produzidos no país. e dá emprego a mais de 20.000 pessoas, incluindo pessoal próprio e contratados.
A família Bulgheroni ocupa lugar de destaque na gestão da empresa. Carlos e Alejandro Bulgheroni lideraram juntos a PAE até a morte de Carlos em 2016. Atualmente, Alejandro ocupa o cargo de Presidente Honorário e Marcos Bulgheroni, filho de Carlos, atua como CEO do Grupo da empresa. Juan Martín, filho de Alejandro, é vice-presidente de planejamento e estratégia nas operações na cadeia produtiva inicial.
Entre 2001 e 2021, o PAE investiu mais de US$ 19 bilhões a cadeia produtiva inicial na Argentina e lidera o setor energético privado regional.

## Operações na Argentina

### Bacia do Golfo San Jorge
O principal ativo de Pan American Energy é Cerro Dragón. É o campo petrolífero mais importante da Argentina e o terceiro em produção de gás. Está localizada nas províncias de Chubut e Santa Cruz, na Bacia do Golfo San Jorge, 70 quilômetros a sudoeste da cidade de Comodoro Rivadavia e possui uma área total de 3.480 km². O PAE obteve a concessão em 1997 e em 2007 as legislaturas de Chubut e Santa Cruz prorrogaram o acordo por 30 anos. Esta área é o que fez de Chubut a principal província produtora de petróleo.
Em Cerro Dragón, são operados mais de 4.500 poços entre produtores e injetores, tanto de petróleo quanto de gás.
No final da década de 1990, Cerro Dragón já era uma jazida madura, então a técnica de recuperação secundária começou a ser utilizada. Utilizando esta técnica, um fluido externo, como a água, é injetado no reservatório através de poços de injeção. O objetivo da recuperação secundária é manter a pressão do reservatório, mover hidrocarbonetos para o poço e aumentar a produção final.
A produção de gás só começou no final da década de 1990, pois até agora apenas havia sido extraído petróleo. Atualmente, a Pan American Energy possui três plantas de processamento de gás, Zorro I, II e III, e posicionou Cerro Dragón como o terceiro produtor de gás do país.
Em junho de 2012, ocorreu o maior ataque contra um campo na história do petróleo argentino, quando um grupo que se autodenomina “Los Dragones” ocupou e danificou as instalações. As perdas foram na casa dos milhões. Somente em 2015, Cerro Dragón conseguiu recuperar o nível de produção anterior ao conflito e atingiu um total de 9.032.564,8 metros cúbicos de petróleo bruto (56,8 milhões de barris).

Atualmente, o PAE possui mais de 4.500 poços produtores na Bacia, 78% deles em projetos de recuperação secundária. No total, são produzidos 90 mil barris de petróleo e 7 milhões de metros cúbicos de gás por dia. Desde 2001, a produção de petróleo aumentou 30% e a produção de gás 130%.

### Bacia Nordeste
Na Província de Salta, estão concentradas nos campos de San Pedrito e Macueta, na região de Acambuco. Em 2001, foram inaugurados os primeiros poços em San Pedrito e inaugurada a estação de tratamento de gases de Piquirenda. Em 2006 foi concluído o gasoduto Macueta-Piquirenda, com um investimento de 110 milhões de dólares, o que significou um aumento da produção de gás na Argentina em 2,5 milhões de metros cúbicos. Em 2009, a UTE Acambuco (operada pela PAE, com a participação da YPF, O&G, Northwest Argentina e APCO Argentina) inaugurou a planta compressora San Pedrito, que permite manter a produção estável dos quatro poços de extração. Em 2014, lançou o poço MAC -1004, que envolveu a construção do primeiro poço multilateral com completação inteligente na Argentina.
Atualmente são produzidos diariamente 1.000.000 (um milhão) de metros cúbicos de gás, 11% a mais que em 2001.

### Bacia Neuquina
Na Bacia de Neuquén, o principal projeto da Pan American Energy é Lindero Atravesado. Em 2013, o PAE iniciou um projeto de exploração não convencional, que lhe permitiu aumentar significativamente a produção da área, atingindo níveis de produção que o campo tinha há 20 anos. A área produz atualmente gás tight, também designado como “gás de areia tight”, “gás de baixa permeabilidade” ou “gás de areia profunda”. Em 2022, a empresa construiu uma estação de tratamento de petróleo bruto no campo com um investimento de US$ 75 milhões. A obra permitiu aumentar a capacidade de processamento de petróleo bruto da área em 20 mil barris por dia. Em novembro de 2023, o bloco registrou produção de 1,6 mil m³/dia e foi um dos que explicou a produção recorde de petróleo na formação Vaca Muerta.
A Argentina ocupa o segundo lugar na classificação entre os países com maior volume de hidrocarbonetos não convencionais no subsolo, por sua vez, a provincia del Neuquén é uma das áreas com maior quantidade de reservas deste combustível no país.
Na área, a empresa também administra Bandurria Centro desde 2015. Em julho daquele ano, a província de Neuquén concedeu-lhe a concessão por 35 anos. Em 2016, a Pan American Energy anunciou o início de um piloto que contempla a perfuração de 16 poços.
Outros projetos na bacia de Neuquén são: Aguada Pichana e Aguada San Roque. A Aguada Cánepa também atua na mesma região.
Em 2023 e após investimentos conjuntos com a TotalEnergies, Harbour Energy (anteriormente Wintershall Energia) e YPF por 675 dólares em Aguada Pichana Este (APE) e 475 milhões de dólares em Aguada Pichana Oeste (APO) e Aguada de Castro, realizaram uma redistribuição do percentual de ativos que cada empresa possuía em cada bloco.
Na APO e Aguada de Castro, o PAE tem uma participação de 60%, enquanto a YPF tem 40%. Na APE, a PAE reduziu a sua participação para 5,6% (tinha 14% do bloco), a YPF 16,9%, a Harbour Energy 22,5% e a TotalEnergies capturou a maior parte da acção com 55%.
Em 2023, o Governo da Província de Neuquén aprovou o contrato que a estatal Gas y Petróleo del Neuquén Sociedad Anónima (GyP) assinou com a Pan American Energy, para a exploração, desenvolvimento e produção de uma nova área, Blocos Aguada de Castro Oeste I e II, com potencial gasoso em Vaca Muerta.
Entre Aguada de Castro e a área adjacente do APO, dois dos seus principais activos não convencionais, o PAE desenvolveu um hub de gás que totaliza uma produção de cerca de 9,5 milhões de m³ por dia.
Em 2021, Pan American Energy (PAE) e Garantizar, Empresa de Garantia Recíproca, assinaram um acordo para facilitar o acesso ao crédito para pequenas e médias empresas estratégicas da bacia de Neuquén.
No final de 2021, a empresa anunciou que nos próximos dois anos fará um investimento de 150 milhões de euros em infraestruturas para desenvolver a área petrolífera não convencional Coirón Amargo Sureste (CASE).
Atualmente, a produção de PAE na Bacia de Neuquén é de 7,3 mil barris de petróleo e 3,9 milhões de metros cúbicos de gás natural por dia.

#### Acordo com Golar para exportação de GNL
A Pan American Energy assinou contrato com a empresa norueguesa Golar para fornecimento de Gás Natural Liquefeito (GNL) a partir de 2027 por meio de um navio que ficará localizado no Golfo de San Matías, entre as cidades de Sierra Grande e San Antonio Oeste, Río Negro.
O navio fará o processo de liquefação (transformar o gás do estado natural em líquido) para vender as moléculas de Vaca Muerta ao exterior. Isto implicará um compromisso de investimento anual de 300 milhões de dólares, desde a sua entrada em funcionamento.
A localização tem a ver com questões técnicas, já que a profundidade da água permite a chegada de navios maiores.
Para isso, PAE e Golar criaram a empresa Southern Energy. É o mesmo local onde a YPF anunciou que construirá a planta de liquefação onshore e onde será construído o terminal para exportação de petróleo.
As empresas assinaram acordo de 20 anos para instalação na Argentina do navio Hilli Episeyo, de propriedade da Golar. O navio tem capacidade de produção de 2,45 milhões de toneladas de GNL por ano, o equivalente a 11,5 milhões de metros cúbicos por dia (m3/d) de gás natural (8% da produção total do país). Se a encomenda de um segundo navio de liquefação avançar, a Argentina poderá exportar 24 milhões de m3/d, o equivalente a 17% da produção local (o país produz cerca de 140 milhões de m3/d no inverno).

### Bacia Marina Austral
A Bacia Marina Austral está localizada na costa da província da Terra do Fogo. Lá, PAE e participam da operação liderada pela Total, que envolve o desenvolvimento de quatro campos: Carina, Aries, Vega Pléyade e Cañadón Alfa, conhecido como projeto Fénix. Embora a operação seja realizada pela TotalEnergies, em conjunto com a Harbour Energy detêm 75% da concessão do projeto em partes iguais (37,5% cada). PAE detém os 25% restantes.
18% da produção diária de gás da Argentina é extraída de lá. A produção em 2021 foi de 5 milhões de metros cúbicos por dia de gás e espera-se que em 2025 forneça 10 milhões de metros cúbicos de gás por dia. Até 2023, o investimento projetado é de US$ 700 milhões.

## Operações no México
A empresa opera a área offshore de Hokchi, no Golfo do México, por meio da empresa operadora Hokchi Energy. A área cobre 40 km² e está localizada a 22 quilômetros da costa. O desenvolvimento é realizado através da outorga do Contrato de Extração, após a segunda licitação pública internacional da Primeira Rodada convocada pela Comissão Nacional de Hidrocarbonetos do México em 2015.
Em 2018, na Rodada 3 conseguiu mais dois contratos. Um para explorar e explorar a Área 31, 263 km² e localizada na Bacia Sudeste do Golfo do México. O restante, juntamente com a Total E&P Mexico S.A. da C.V. e BP Exploration Mexico, para explorar a Área 34, na mesma bacia.
Em 2020, a empresa Hokchi Energy concluiu a construção da infraestrutura marítima e iniciou a produção de hidrocarbonetos offshore no campo Hokchi, localizado em águas rasas do Golfo do México, na costa do Estado de Tabasco.
Em 2021, a petrolífera inaugurou uma fábrica com capacidade para processar até 35 mil barris de petróleo bruto por dia. A nova fábrica, cuja construção começou em março de 2019 em uma área de mais de 40 hectares em Tabasco, exigiu um investimento de US$ 1 bilhão.
Construiu duas plataformas de produção e instalou mais de 100 quilômetros de dutos marítimos. Investiu mais de US$ 1,3 bilhão. A atividade de perfuração no campo continuará até 2022 e até o final de 2021 haverá 7 poços em operação.
Construiu duas plataformas de produção e instalou mais de 100 quilômetros de dutos marítimos. Investiu mais de US$ 1,3 bilhão. A atividade de perfuração no campo continuará até 2022 e até o final de 2021 haverá 7 poços em operação.
O projecto da Hokchi Energy, subsidiária da PAE, gerou no total 3.000 empregos directos na fase de construção terrestre e marítima e 9.000 empregos indirectos em serviços de apoio. Em 2022, o órgão dirigente da Comissão Nacional de Hidrocarbonetos (CNH) autorizou a Hokchi Energy o programa de trabalho e orçamento de 2022 relacionado ao plano de desenvolvimento do campo Hokchi. O investimento será de US$ 233 milhões, dos quais 229 milhões correspondem a despesas de investimento.

## Operações na Bolivia
PAE participa do desenvolvimento da área de Caipipendi, uma das maiores produtoras de gás do país. Ali se encontra o campo Margarita-Huacaya, onde se produz o gás natural que a Bolivia exporta para o Brasil e para a Argentina. Nos últimos anos, este campo subjugou a produção de 2,6 a cerca de 20 milhões de metros cúbicos diários, mais de um terço da produção de gás natural na Bolivia.
O bloco Caipipendi é operado pela Repsol e tem 37,5% de participação. O resto do consórcio é conformado pela Shell, que conta com uma porcentagem semelhante, e PAE, com 25%.

## Operações no Brasil
Em 2024, o PAE inaugurou o Complexo Eólico Novo Horizonte, um dos 10 maiores parques eólicos do Brasil. Por meio de parceria com a Vestas em 2022, a empresa instalou 94 aerogeradores V150-4,5 MW no estado da Bahia. Além disso, as empresas também concordaram com um serviço Active Output Management 5000 (AOM 5000) de 20 anos. Este acordo permitirá a otimização da produção de energia renovável e, ao mesmo tempo, proporcionará segurança comercial a longo prazo.
O investimento total para colocar o complexo em operação foi de 3 bilhões de reais, com financiamento do Banco Nacional de Desenvolvimento do Brasil (BNDES) e do Banco do Nordeste. A obra atravessa seis municípios e tem uma capacidade instalada total de 423 megawatts, ou seja, suficiente para fornecer energia elétrica a quase um milhão de residências.
Localizado em uma propriedade de 2,7 mil hectares, o parque está distribuído por seis municípios baianos: Novo Horizonte, Boninal, Ibitiara, Piatã, Oliveira dos Brejinhos e Brotas de Macaúbas. O complexo poderá gerar receitas entre US$ 80 milhões e US$ 100 milhões por ano, dependendo dos preços de venda. Durante os 20 meses de trabalho, o PAE gerou mais de 3.200 empregos, priorizando mão de obra local. O mesmo aconteceu com os insumos: 95% deles foram produzidos no Brasil,
Além disso, o PAE avalia a possibilidade de agregar energia solar e transformar o parque em um importante projeto híbrido. O complexo solar em avaliação teria potência de 300 MW.

## Cadeia produtiva final
Após a fusão com a AXION Energy, PAE entrou na cadeia produtiva final e tornou-se o principal produtor, empregador e investidor privado do setor petrolífero na Argentina, com presença também na Bolivia, México, Uruguay e Paraguay.
Possui mais de 600 postos de gasolina na Argentina, renovaram sua rede de postos, instalaram ilhas distribuidoras de combustíveis com bombas de última geração e foram os primeiros a oferecer carregador para carros elétricos no país.
AXION Energy refina combustíveis e fabrica lubrificantes para o consumidor final, bem como para as indústrias aeronáutica, marítima, agrícola, de carga e de passageiros e outras indústrias. Também fabrica e comercializa produtos para uso petroquímico. Além disso, conta com o serviço AXION Energy Agro, linha de óleo diesel e lubrificantes para o setor agrícola, que conta com serviço de entrega direta no campo.
Em 2019, a AXION empreendeu a ampliação e modernização da refinaria de Campana. Com um investimento de 1,5 bilhão de dólares, produz 60% mais combustível em relação a 2011. Além disso, melhorou a eficiência energética de suas instalações e processos, reduzindo em 99% as emissões atmosféricas de dióxido de enxofre.
Em 2020, inaugurou a nova central de hidrotratamento de gasóleo na sua refinaria de Campana. A nova planta a posiciona no auge dos padrões de qualidade mais exigentes do mundo para produzir um combustível que contém menos de dez partes por milhão de enxofre.
Em 2020, apresentou o Quantium, o combustível com octanagem superior a 98%, que roda mais quilômetros por litro, limpa o motor em apenas dois tanques e tem baixíssimo teor de enxofre, o que reduz o impacto das emissões de gases. Em 2022, lançou o AXION DIESEL X10, combustíveis da mesma qualidade do Quantium, mas destinados à agricultura e com foco em prolongar a vida útil dos motores.
Em 2021, a empresa incorporou à sua rede 13 dispensadores de desfibriladores para que estejam à disposição dos colaboradores e da comunidade em caso de alguma emergência antes da chegada da SAME. A iniciativa inclui a capacitação de toda a equipe, o uso adequado dos aparelhos e a importância da detecção precoce dos sintomas para um atendimento eficaz, aplicando técnicas de Reanimação Cardiopulmonar (RCP) e primeiros socorros.

## PAE e as energias renováveis
Em 2016, o PAE iniciou a sua trajetória na geração de energia eólica, ao integrar o consórcio que obteve um contrato de fornecimento de Energia Renovável com a CAMMESA, no âmbito do programa RenovAr lançado pelo Governo Nacional. Assim, a empresa começou a planejar a construção do Parque Eólico Garayalde, na província de Chubut, que hoje tem capacidade de 24,15 MW por meio de aerogeradores que têm capacidade para atender o consumo elétrico de mais de 30.000 residências, e a construção de um Posto de Transformação para ligação do parque à rede do Mercado Atacadista de Energia Elétrica.
Em 2018 foi lançado o Parque Eólico Garayalde, primeiro empreendimento da Pan American Energy (PAE) no mercado de energias renováveis, com um investimento próximo de 40 milhões de dólares.
Em 2021, a empresa anunciou o arranque do seu mais recente parque eólico Chubut Norte IV, que contou com um investimento conjunto com a Genneia de perto de 120 milhões de dólares e tem uma potência instalada de 83MW.
O parque eólico Chubut Norte IV está localizado próximo à cidade de Puerto Madryn e conta com 19 aerogeradores Nordex, que com 4,4 MW cada estão entre os mais potentes do país e foram instalados em uma área de 2.696 hectares.
Em 2021, o parque eólico Chubut Norte III entrou em operação após um investimento de US$ 81 milhões entre PAE e Genneia. O Parque Eólico Chubut Norte IV opera na mesma propriedade; também desenvolvido por ambas as empresas.
Possui potência instalada de 57,66 megawatts; resultado de 13 aerogeradores com tecnologia Nordex, que, com capacidade de 4,4 MW cada, estão entre os mais altos e potentes do país.
Ao mesmo tempo, tem capacidade para produzir anualmente 399.100 MWh de novas energias renováveis.
Em 2022, a empresa garantiu que está em desenvolvimento um novo parque eólico, este localizado no campo Cerro Dragón. Está prevista uma capacidade de 150 MW. Da mesma forma, o PAE confirmou que está analisando se o referido empreendimento eólico produz hidrogênio ou amônia.
Em 2024, a PAE concluiu a construção do Complexo Eólico Novo Horizonte, parque eólico no estado da Bahia, Brasil. O complexo possui 94 aerogeradores e capacidade instalada de 423 MW, com produção estimada de 2.000.000 MW h/ano. O financiamento de US$ 600 milhões foi realizado com recursos próprios e créditos do Banco Nacional de Desenvolvimento do Brasil (BNDES) e do Banco del Nordeste.

## Pan American Energy Group (PAEG)
Em setembro de 2017, a Bridas e a British Petroleum anunciaram a fusão da PAE e da Axion Energy para criar uma nova empresa de energia integrada: Pan American Energy Group (PAEG).
A empresa terá Bridas e BP como acionistas, cada uma com 50% de participação no pacote de ações.
Com a implementação do acordo, no início de 2018, a PAEG tornou-se o principal produtor, empregador e investidor privado do setor petrolífero na Argentina, com presença também na Bolívia e no México.

## Reconhecimentos
A Pan American Energy recebeu o prêmio concedido pela Revista Fortune de melhor petrolífera em 2010, 2012, 2013, 2015, 2017 e 2019.
Em 2015, a Pan American Energy recebeu o “Hexagon Award”, distinção concedida pela IDEA Business School. Foram destacados os seus esforços na formação e desenvolvimento de recursos humanos através do “Programa PME”.
Em 2016, recebeu o Premio Eikon na categoria “Marketing Social” pelo programa “Crescendo Juntos”.
Em 2018, a Fundação Konex concedeu-lhes o Prêmio Konex – Diploma de Mérito como uma das empresas mais importantes da última década na Argentina.
Em 2021 a empresa tornou-se a vencedora recorde do Eikon Awards nos 22 anos de história do prêmio. Destacou-se, entre outros, com o Programa PAE PME e o Plano de Ação Integral para a Covid-19, na categoria Sustentabilidade.
Em 2022, o PAE tornou-se pelo terceiro ano consecutivo a empresa que mais ganhou estatuetas Eikon na história do concurso, com 16. Nesta edição, destacaram-se ações que atingiram o público interno e destacaram a empresa como um local de trabalho atrativo, como caso da Employer Brand e da campanha Docuseries.
Em 2023, a empresa alcançou 10 distinções. Mais uma vez foi a que mais premiou e se destacou em disciplinas como sustentabilidade, comunicação digital e social e marketing.
Em 2024, a Associação Mundial de Refino entregou o prêmio de melhor refinaria do ano na América Latina à refinaria de energia AXION (marca comercial da PAE) localizada em Campana, província de Buenos Aires.